# Aliabad-e Kohne
Aliabad-e Kohne (perski: علي آبادكهنه) – wieś w Iranie, w ostanie Kermanszah. W 2006 roku miejscowość liczyła 150 mieszkańców w 35 rodzinach.